# Andrzej Antoni Widelski
Andrzej Antoni Widelski (ur. 28 lutego 1953 w Bełżycach, zm. 2 lipca 2017 w Lublinie) – polski malarz, grafik, doktor sztuki. 

## Życiorys
Studia w Instytucie Sztuki, UMCS w Lublinie. Dyplom z malarstwa w pracowni prof. Mariana Stelmasika w 1982 roku. Pracował w WST na stanowisku adiunkta na kierunku Grafika w Katowicach. W roku 2000 otrzymał stypendium twórcze Ministra Kultury i Dziedzictwa Narodowego. Został pochowany na cmentarzu przy ul. Lipowej w Lublinie.
Przestrzeń twórcza Andrzej A. Widelskiego, obejmuje głównie realizacje malarskie i graficzne. Zrealizował kilkanaście autorskich projektów wnętrz sakralnych.  W dorobku ma 28 wystaw indywidualnych i ponad 90 wystaw zbiorowych. Wystawiał m.in. w: Galerij Desimplel w Belgii; Pałacu Sztuki w Drohobyczu na Ukrainie; Galerii Aula ASP w Warszawie; Galerii Sztuki Wozownia w Toruniu; Teatrze Śląskim w Katowicach, BWA w Rzeszowie, Galerii Obok w Tychach; Galerii "Spodki" w Białymstoku; BWA w Ostrowcu Świętokrzyskim, CK w Solecznikach na Litwie; CK w Opolu; Muzeum na Majdanku, Archidiecezjalnym Muzeum Sztuki Religijnej, BWA oraz Galerii ZPAP w Lublinie,; Muzeum Okręgowym w Radomiu; Muzeum Nadwiślańskim w Kazimierzu Dolnym; Muzeum Lubelskim oraz Muzeum Historii Miasta w Łodzi.   

## Ważniejsze wystawy
Indywidualne
- 1993 - Galerij Vanfleteren, Izygem, Belgia.
- 1999 - Galerij Desimplel, Kortrjik, Belgia.
- 2001 - Pejzaż ezoteryczny, Galeria ZPAP „pod podłogą” Lublin.
- 2006 - Podziemie Kamedulskie, Warszawa.
- 2006 - II Międzynarodowy Festiwal Bruno Schulza, Pałac Sztuk, Drohobycz.
- 2006 - „Wieża sztuki” Archidiecezjalne Muzeum Sztuki Religijnej, Lublin.
- 2007 – „proch…dusz…pamięć…” Muzeum na Majdanku
- 2011 - "zdarzenia subtelne" - Galeria "Teatr Śląski", Katowice
- 2012 - Siedem warstw błękitu, Galeria Labirynt2, BWA, Lublin
- 2012 - Przerwany horyzont, V Międzynarodowy Festiwal Brunona Schulza, Drohobycz.
- 2012 – Srebrne ogrody, Galeria ZPAP ”Na Piętrze”, Opole
- 2013 - Symetria przeciwieństw, Galeria „Wspólna” ZPAP, CK, Bydgoszcz

Zbiorowe
- 1987 - IV Triennale Prezentacje Portretu Współczesnego,
- Wystawa Międzynarodowa - Radom 1987, Muzeum Okręgowe, Radom. BWA, Kraków.
- 1988,1994, 2000 - Międzynarodowe Triennale Sztuki, Muzeum na Majdanku.
- 1993 - Postawy ’93, BWA, Rzeszów.
- 1996 - Wschodni Salon Sztuki - 60 lat ZPAP, BWA, Lublin.
- 1997 - Konkurs na Dzieło Malarskie, Galeria „Aula”, ASP, Warszawa.
- 1997 - II Jesienny Salon Plastyki, o nagrodę Homo Quadratus Ostroviensis, BWA, Ostrowiec Świętokrzyski.
- 1998 - 7 Ogólnopolska Wystawa „Muzyka w malarstwie” Galeria „Obok”, Tychy.
- 2006 - ”Pozwól mi wargi umoczyć w źródlanej wodzie”, Jan Paweł II Galeria Grodzka, BWA, Lublin.
- 2007 - 7. Biennale Małych Form Malarskich Toruń 2007, Galeria Sztuki Wozownia,Toruń.
- 2011 - Wschodni salon sztuki, Lublin
- 2012- Happening, Dejavu, Przestrzeń Starego Miasta, Noc Kultury, Lublin.
- 2012- Nowe Otwarcie, Wystawa ogólnopolska, Dom Artysty Plastyka,ZPAP,Warszawa.
- 2012- 17 Wschodni Salon Sztuki, Ogólnopolska Konferencja, Muzeum na Zamku. Lublin.
- 2012- Wskrzeszenie, wystawa ogólnopolska, Galeria Impresja, Zabrze
- 2012- Uczta u mistrzów, wystawa międzynarodowa, Pałac Sztuki, Kraków.

## Nagrody
- 1990 - Nagroda II ex aequo - w konkursie Grafika Roku - Lublin[4]
- 1995 - Nagroda Ill w konkursie Grafika Roku - Lublin
- 1997 - Wyróżnienie regulaminowe w konkursie - II Ogólnopolski Salon Plastyki o nagrodą Homo Quadratus Ostroviensis - Ostrowiec Swiętokrzyski
- Wyróżnienia honorowe w konkursie Grafika Roku w latach 1988, 1989, 1990 w Lublinie
- Nagroda Prezydenta Miasta Lublin na podsumowanie Roku Kulturalnego i Artystycznego 2003–2004